# Stromiec (village)
Pour les articles homonymes, voir Stromiec.
Stromiec  (prononciation : [ˈstrɔmjɛt͡s]) est un village polonais de la gmina de Stromiec dans le powiat de Białobrzegi de la voïvodie de Mazovie dans le centre-est de la Pologne.
Le village est le siège administratif de la gmina appelée gmina de Stromiec .
Il se situe à environ 6 kilomètres à l'est de Białobrzegi (siège du powiat) et à 65 kilomètres au sud de Varsovie (capitale de la Pologne).
Le village possède une population de 909 habitants en 2006.

## Histoire
De 1975 à 1998, le village appartenait administrativement à la voïvodie de Radom.